# Prevlaka
Pour les articles homonymes, voir Prevlaka (homonymie).
Prevlaka est une péninsule au sud de la Croatie à l'entrée des bouches de Kotor à l'Est de la mer Adriatique.

## Historique
La péninsule sert de base arrière lors du siège de Dubrovnik

## Bibliographie

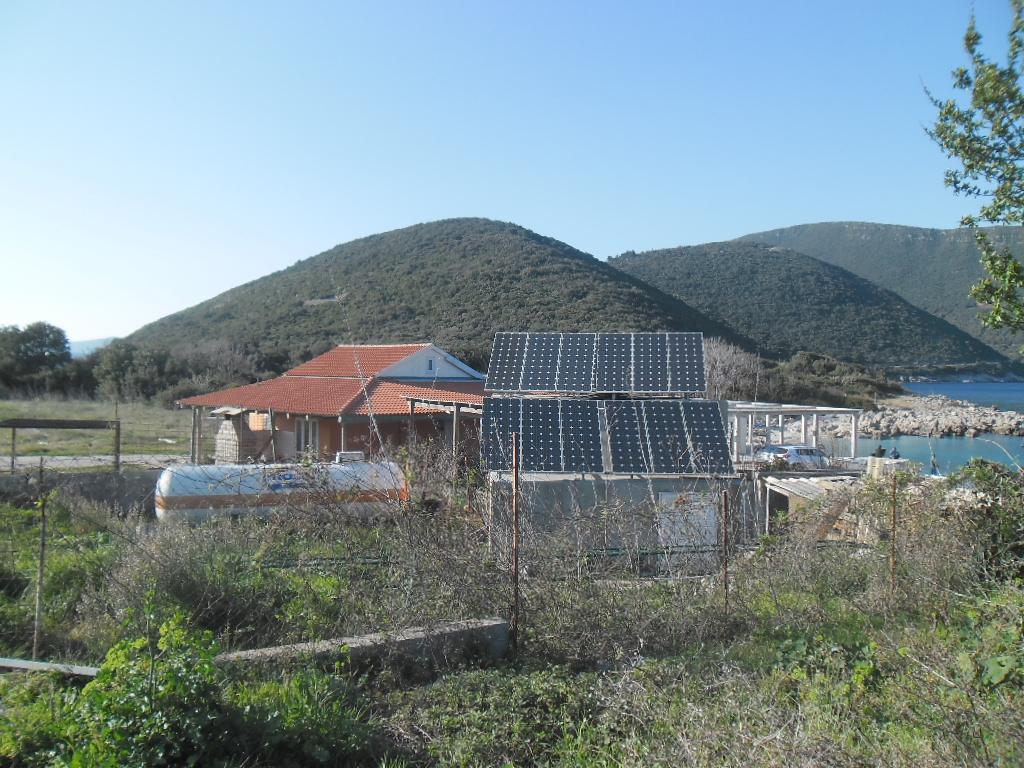
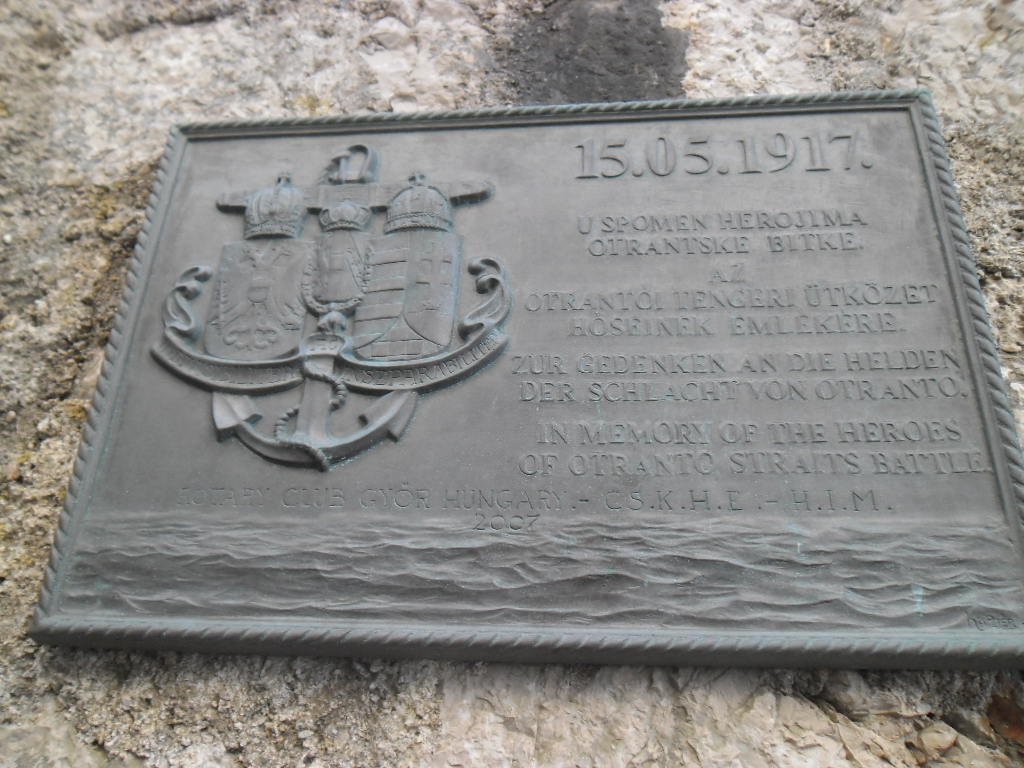
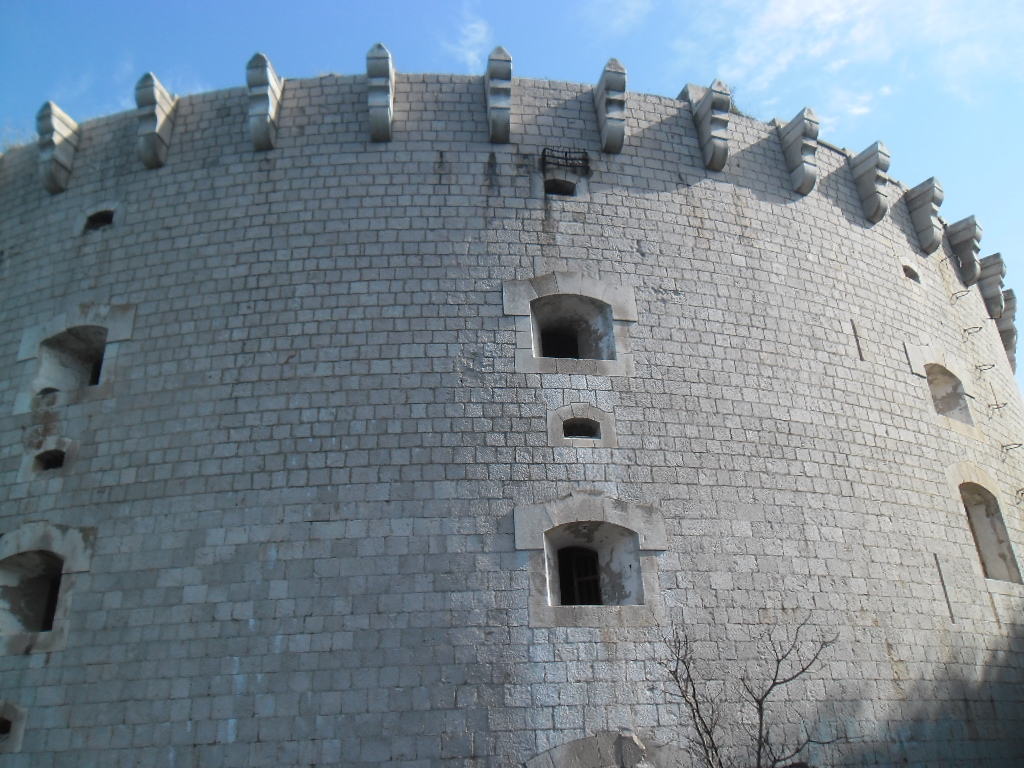
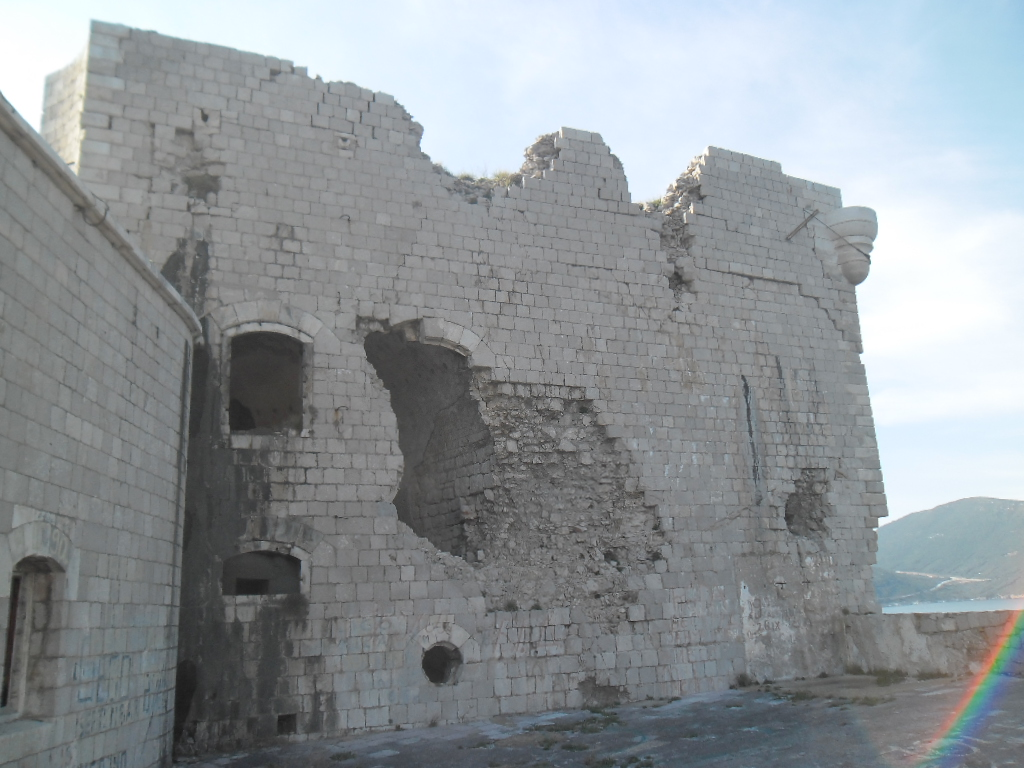
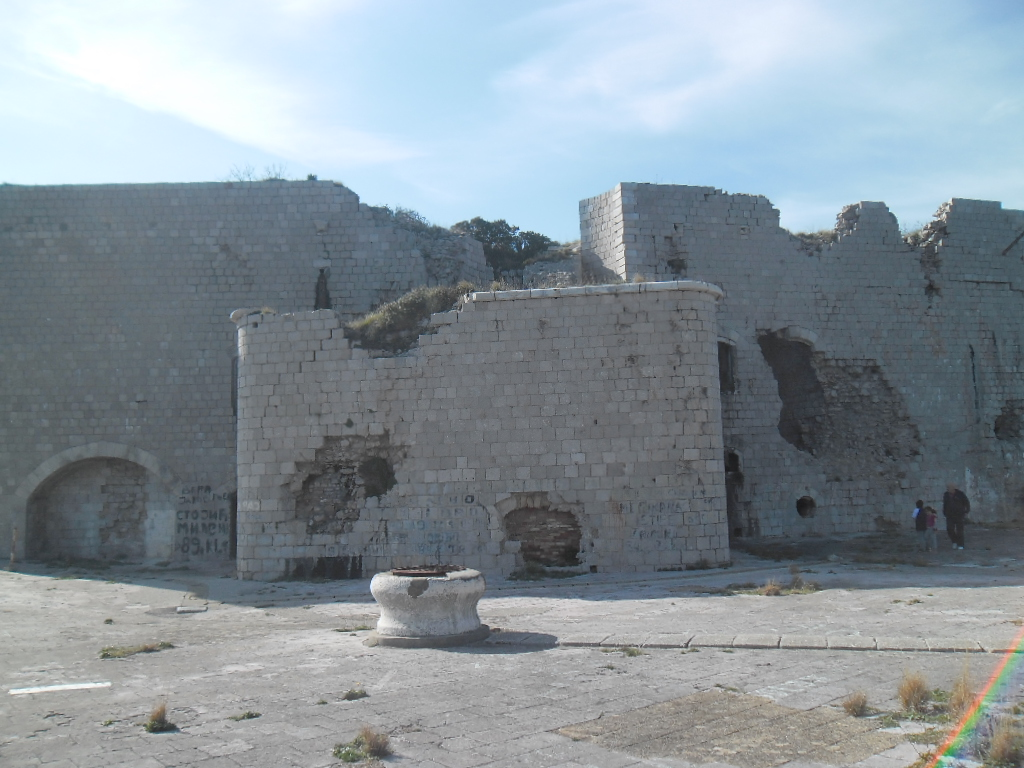
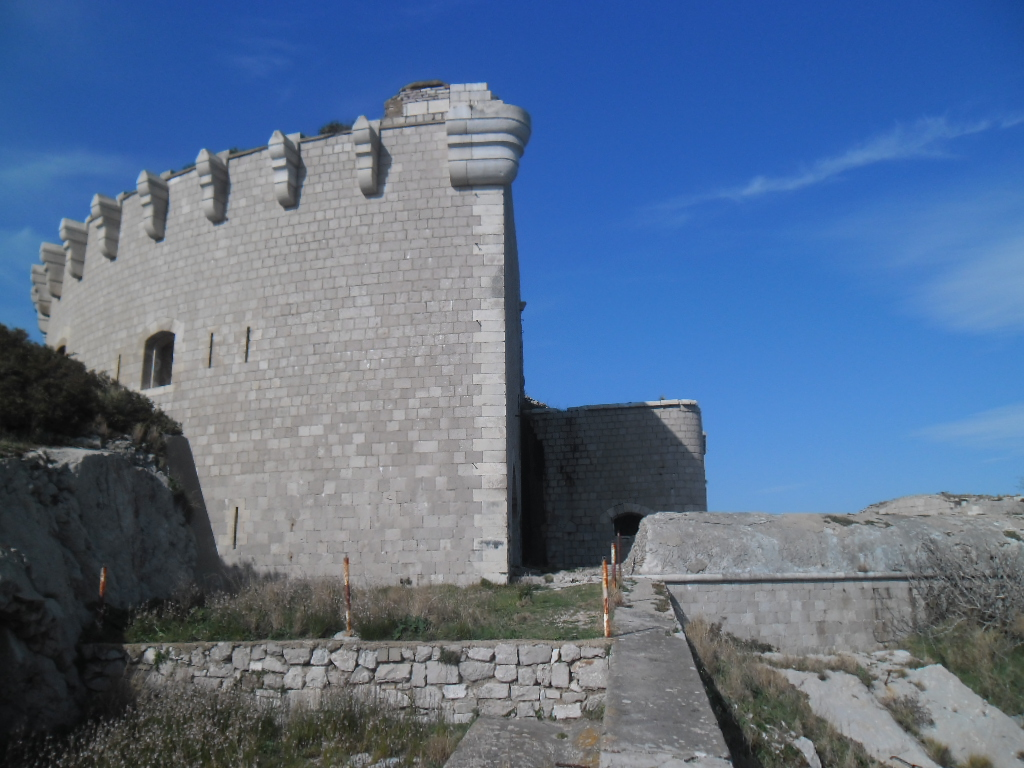
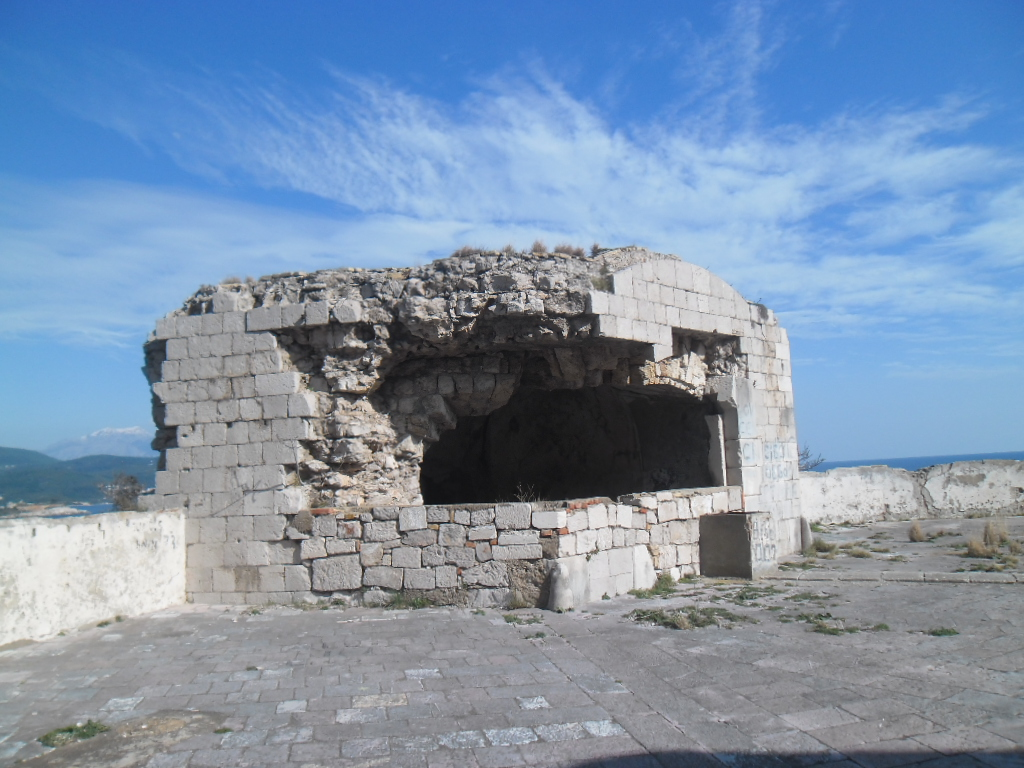
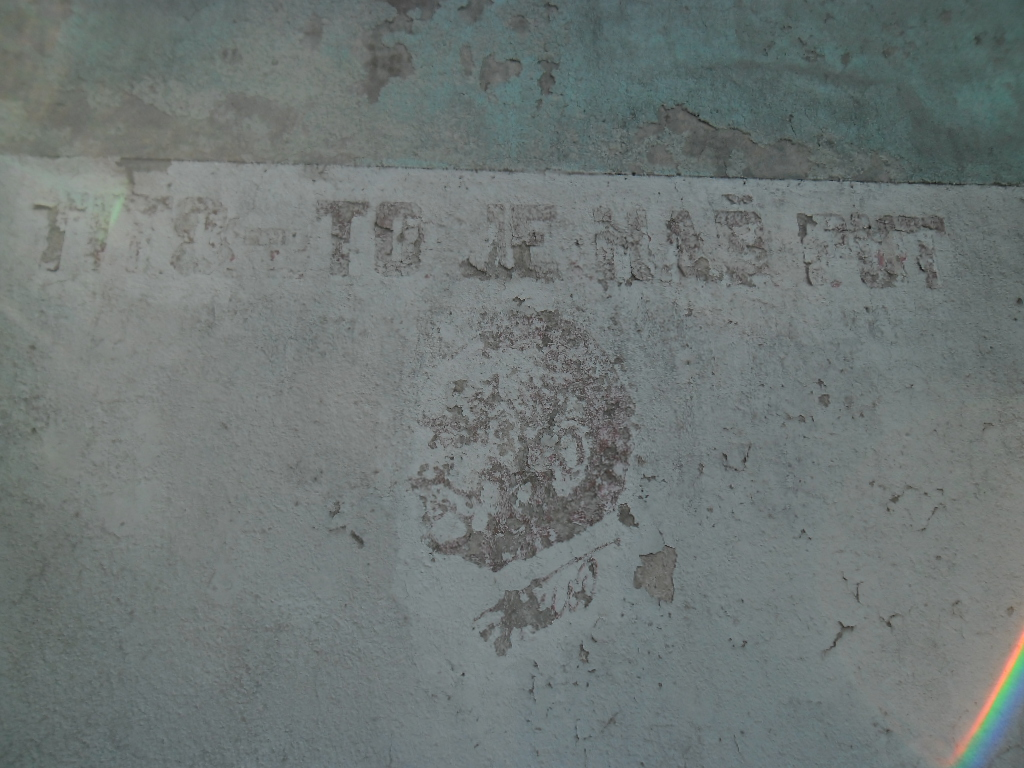
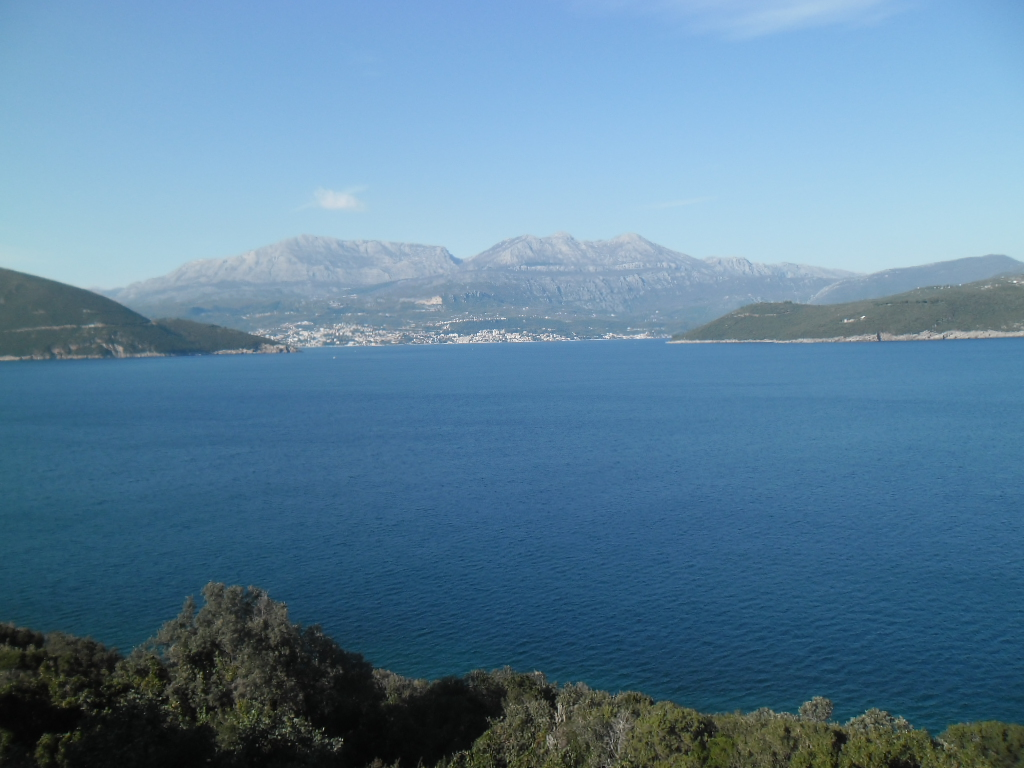
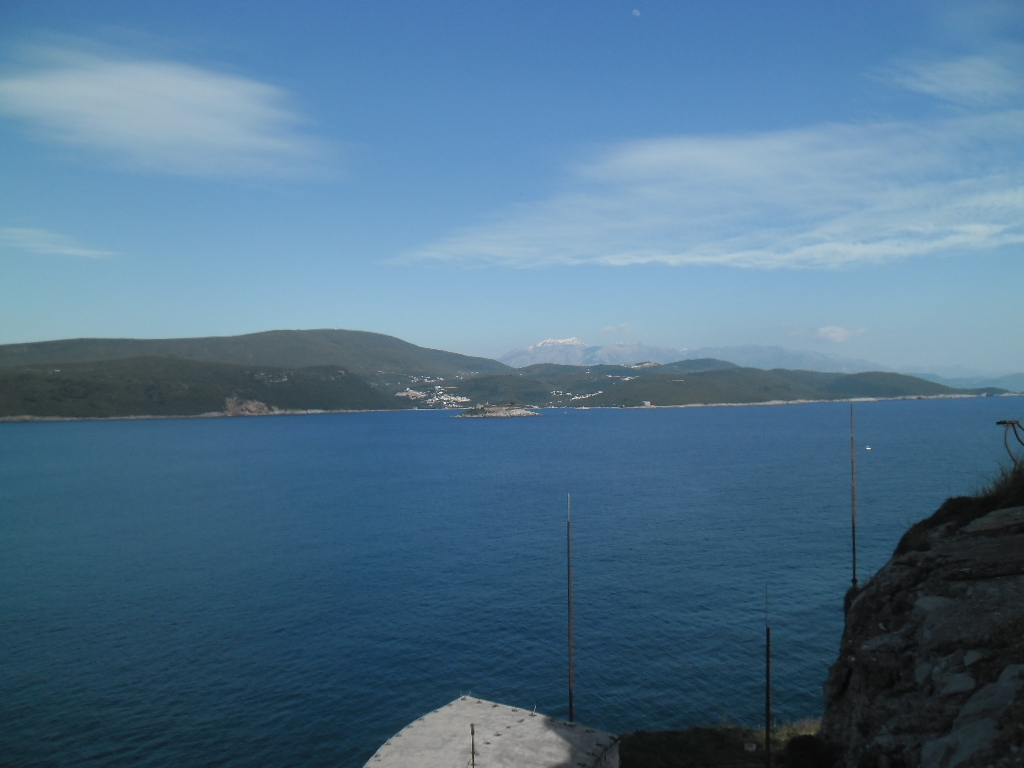

## Articles connexes

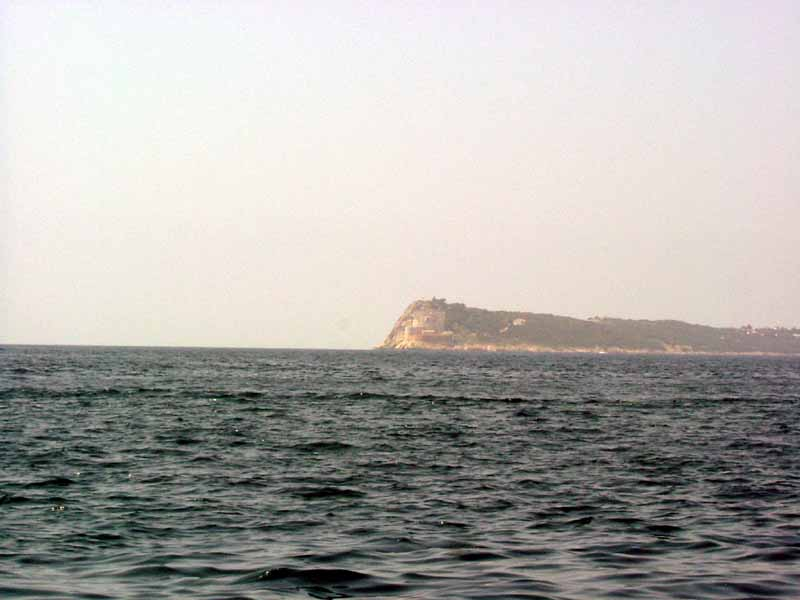
Le Cap-Oštro sur la péninsule de Prevlaka en 2005.